# 格洛代亞努-錫利什泰亞鄉
44°50′N 26°48′E / 44.833°N 26.800°E
格洛代亞努-錫利什泰亞鄉（羅馬尼亞語：Comuna Glodeanu-Siliștea, Buzău），是羅馬尼亞的鄉份，位於該國東南部，由布澤烏縣負責管轄，面積99平方公里，海拔高度74米，2007年人口4,161，人口密度每平方公里42人。